# フランス・スペイン戦争 (1635年-1659年)
フランス・スペイン戦争（フランス・スペインせんそう、スペイン語: Guerra franco-española、フランス語: Guerre franco-espagnole）は、フランス王国が三十年戦争に関与した結果起こった、1635年から1659年までの戦争である。ドイツとスウェーデンが同盟を結び、神聖ローマ帝国との関係を修復したことに伴いフランスの領土がハプスブルク家側の領土に包囲されてしまったため、フランスの宰相リシュリューは、ハプスブルク家側のスペインに宣戦布告した。北イタリアにあったマントヴァ公国の跡継ぎが絶えたのにつけこみ、フランスがスペイン・ハプスブルク家の領土であった北部イタリアに侵攻したマントヴァ継承戦争（1628年 - 1631年）に引き続いて行われた。この戦争は、1659年にピレネー条約により終結した。

## 背景
長年にわたりヴァロワ朝、ブルボン朝両王朝下でのフランス王国はハプスブルク家のライバルであった。ハプスブルク家はスペイン・ハプスブルク家と神聖ローマ帝国のオーストリア・ハプスブルク家ふたつの系統が個別に統治していた。16世紀と17世紀の長い間、フランスは三方をハプスブルク領と隣接していた。北方をスペイン領ネーデルラント、東方をフランシュ・コンテ、南方をスペイン本土とである。ハプスブルク家はフランスの領土拡大路線に立ちはだかることになり、紛争のときには、フランスは複数の方面から侵略を受ける可能性があった。したがってフランスは国境地域でのスペインの統制を弱体化させようとした。
三十年戦争の間、すなわちプロテスタント諸侯が神聖ローマ帝国のオーストリア・ハプスブルク軍と戦っている間、フランスはオーストリア・ハプスブルク軍の敵の支援をしていた。例えば、フランスは1630年のスウェーデンによる神聖ローマ帝国侵略をも支援した。思いもよらない大成功ののち、スウェーデン軍はスペイン・オーストリア両ハプスブルク軍によってネルトリンゲンの戦いで敗北し、スウェーデンと同盟したドイツ諸侯の多くが皇帝側に寝返った。これは皇帝に有利な講和を導くことになる。スウェーデンはその後も戦い続けたが、スウェーデン軍は酷く弱体化した。フランスの宰相リシュリュー枢機卿は戦争がフランスに有利な結果に帰着するよう、同盟国スウェーデンの支援を決意し、1635年に戦端を開きスペインに宣戦した。

## 三十年戦争中（1635年 - 1648年）
スペインと開戦したフランスはまず1635年のレザヴァンの戦いで勝利したが、スペインは翌年南ネーデルラントで反撃に転じ、電撃の勢いで北フランスに侵攻した。その結果、フランス軍は混乱に陥り、北フランスの経済は大打撃を受けた。そのままパリに侵攻するかと思われたが、スペイン軍は資金の問題で進軍を停止せざるを得なかった。フランス軍は再集結してスペイン軍を南ネーデルラントへ押し返し、またロレーヌ地方のアルザスにも軍を派遣して、地中海沿岸のジェノヴァを経由してスペイン本土とスペイン領ネーデルラントを繋ぐ生命線であったスペインの道を切断しようとした。
1640年、スペイン内部での政治的な緊張によりカタルーニャとポルトガルで反乱がおきた。スペインはこれに加えて三十年戦争の最中でもあったため、スペイン帝国の解体が明らかのように見えた。1月17日、カタルーニャ共和国の成立とフランスとの同盟が宣言され、フランス軍は反乱の支援を名目にカタルーニャを占領した。1643年、フランス軍は北フランスのロクロワの戦いでスペイン軍に勝利、スペイン軍無敵の神話がここに終わった。
三十年戦争の最後の10年間において、スペイン領ネーデルラントに駐留したスペイン軍はフランスとオランダ軍に挟み撃ちにされ、ランスの戦いでフランス軍に大敗北を喫した。しかし、フランスとオランダの連合軍は依然としてフランドル軍を決定的に打ち倒すことができなかった。三十年戦争の交渉において、フランスはスペインを交渉から除外するよう強く要求したが、諸国の反対に遭って失敗した。ヴェストファーレン条約において、フランスはアルザス地方で領土を獲得、スペインの道の妨害に成功した。スペインはネーデルラント連邦共和国の独立を承認したが、それ以外で失ったものは少なく、ライン川流域で占領した土地を放棄する代わりに賠償金をもらったほどであった。
イタリアにおいて、フランスは嫌々ながら同盟したサヴォイア公国とともにミラノ公国に攻撃を仕掛けたが、これに1639年から1642年までのピエモンテ内戦が加わり、情勢は混乱を極めた。1640年のトリノ包囲戦はこの紛争で最も有名な戦闘であった。1646年、フランス陸軍を支援するために派遣されたジャン・アルマン・ド・マイレ＝ブレゼ（1619年10月18日 - 1646年6月14日）率いるフランス艦隊はオルベテッロの海戦で敗れ、陸軍もイタリアでの戦闘で敗れた。ミラノはやはりスペインに支配されたままだった。

## 三十年戦争後の戦い（1648年 - 1659年）

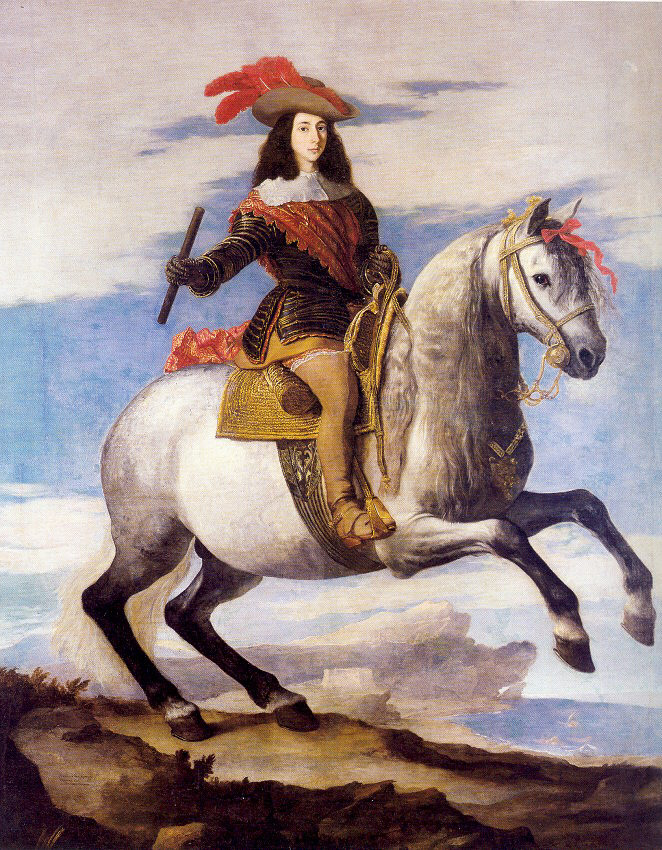
フアン・ホセ・デ・アウストリア、ヴァランシエンヌの戦いにて

1648年、三十年戦争の終了とともに、フランスでフロンドの乱が勃発、1653年に国王軍が勝利するまで続いた。この反乱でフランスの貴族の勢力が弱まり、後のルイ14世の絶対王政の幕開けとなった。しかし、フランス貴族がはじめた西仏戦争はフランドル、カタルーニャ、イタリアなど各所で継続した。1652年にコンデ公の反乱軍がスペインと合流したが、スペインもポルトガル王政復古戦争とカタルーニャでの収穫人戦争かかりきりであった。戦略的な理由により、スペインはフランドルとカタルーニャでの戦闘に集中し、ポルトガルに足場を固める機会を与えてしまった。
イタリアではサヴォイア公国とスペイン領ミラノ公国の境界で戦いが続いていた。フランスは1647年-1649年と1655年-1659年の二回、モデナ公フランチェスコ1世の助けを得て第二の戦線を開いたが、二回ともスペイン軍を破ることに失敗した。南イタリアでも1647年のナポリ反乱が失敗し、フランス軍は翌年にはスペイン陸軍と海軍によりナポリから追い出された。しかしフランスとポルトガルの連合艦隊がピオンビーノとポルト・ロンゴーネを占領したことでモデナ公国を味方に引き込み、イタリアにおける補給地にすることには成功した。戦争を通してフランスのイタリアにおける作戦は全てスペインの補給路を断つためであったが、結局全て失敗した。
スペインではポルトガル王政復古戦争と収穫人戦争の両方がフランスから援助を得ていたが、フランスがフロンドの乱で一時的に弱体化したためカタルーニャで敗北を重ねた。しかも、フランス人がスペイン・ハプスブルク朝よりも強圧的であることが知られ、スペイン支持に鞍替えしたカタルーニャ人が続出した。フランスの内部分裂を好機と見たレオポルト・ヴィルヘルム大公は1652年2月と3月にスペイン軍を率いてネーデルラントからフランスに侵攻、1度目は住民の抵抗で撤退したが2度目は北フランスの砦をいくつか落とした。カタルーニャでの支持を失い、さらに北からスペイン軍が侵攻してきたためフランスはカタルーニャでの援軍を引き上げざるを得なかった。カタルーニャの反乱軍と残ったフランスの援軍は1652年10月に降伏した。今度はスペイン軍がピレネー山脈を越えてルシヨンに侵入したが、ポルトガル王政復古戦争が継続したため本腰を入れられず、戦線は膠着した。
1653年になると、西仏ともに息切れしはじめ、7月まで補給がこなかったため戦いができないというありさまだった。コンデ公がペロンヌでテュレンヌを不利な情勢に追い込んだこともあったが、スペイン軍を率いたフエンサルダーニャ伯は自軍の温存に固執して退却し、勝機が失われた。1654年の主な戦闘はアラスの戦いの一件のみであり、アラスを包囲したコンデ公に対しテュレンヌが突撃を仕掛けて撃退、コンデ公も規律を保ったまま撤退した。
1655年、フランスがイタリアのパヴィーアで再び敗北を喫したため、スペインはモデナ全土を占領した。フランドルではテュレンヌがランドルシーとサン＝ギスランを占領した。1656年にはコンデ公がヴァランシエンヌの戦いに勝利して包囲を解かせ、アラスでの敗北の復讐を果たしたが、テュレンヌも規律を保って撤退した。
そのころ、イングランド共和国も英西戦争でスペインと戦っていた。これを好機と見たフランスは1657年3月のパリ条約でイングランドと同盟を結び、イングランドにダンケルクを与えると約束した。1657年の戦役は大した戦闘もないまま終わったが、この年はオリヴァー・クロムウェルがイングランド軍3千を大陸ヨーロッパに派遣した年でもあった。ダンケルクを新しいカレーにしようとしたイングランド軍は戦意が高く、すでに惰性で続けただけの戦争に活気を与えた。

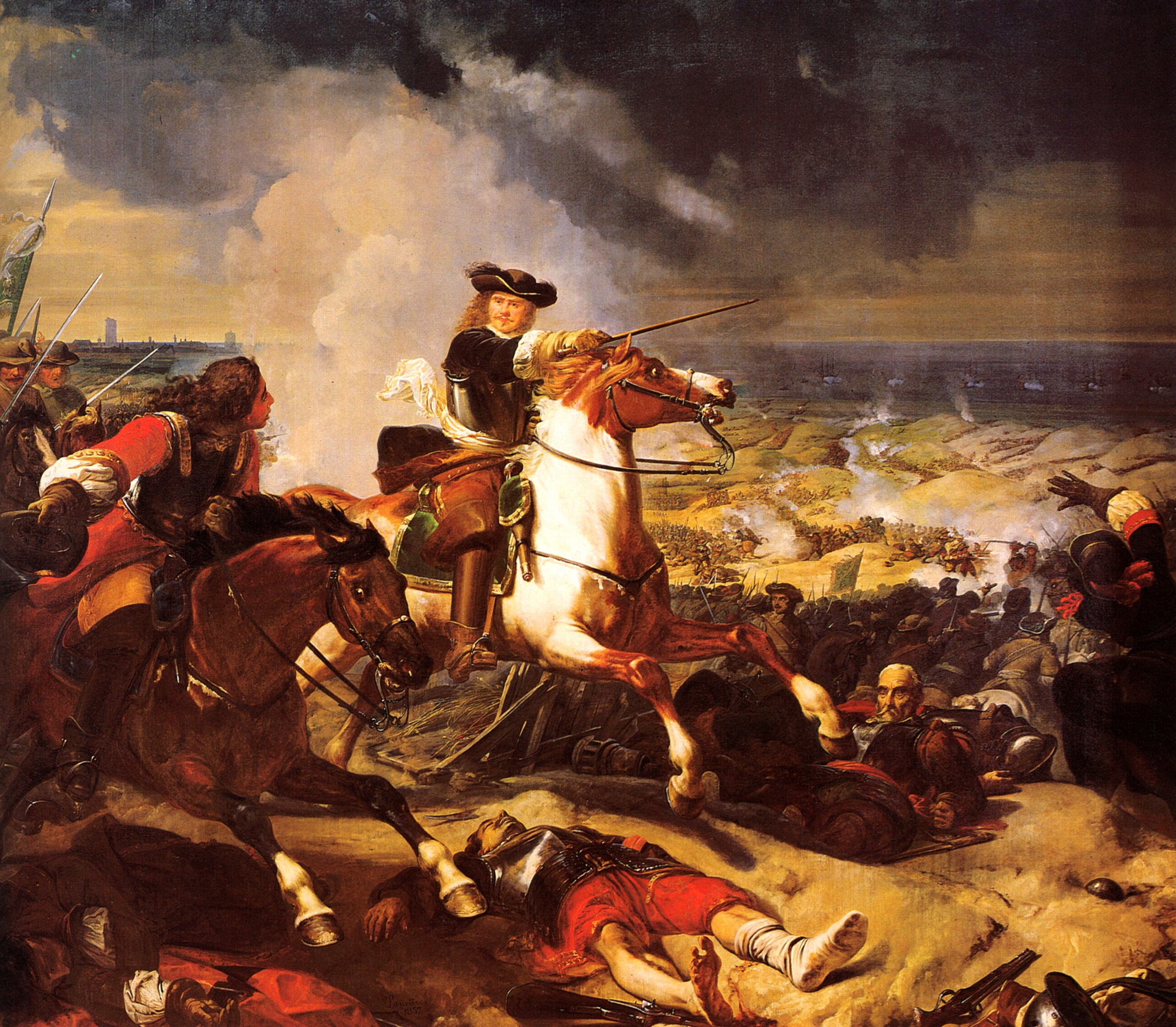
砂丘の戦い

ダンケルクはすぐさまに包囲され、フアン・ホセ・デ・アウストリアとコンデ公率いる救援軍がフールネから現れると、英仏同盟軍は砂丘の戦いでこれを打ち破り、ダンケルク包囲戦も同盟軍の大勝に終わった。
勝利を拡大しようとしているフランス軍はカタルーニャとイタリアに再び侵攻したがまたもやスペインに敗れ、そうこうしているうちに講和条約が締結された。

## 結果
講和条約のピレネー条約は1659年11月5日に締結された。条約により、フランスはアルトワ、ルシヨン、そしてスペイン領ネーデルラントとの境界にある小さな領地を獲得した。その代わり、フランスはポルトガル王政復古戦争におけるポルトガル支援を取りやめた。1660年1月27日、コンデ公はアーヘンでルイ14世の許しを得て、フランス軍に復帰した。敵同士として戦ったコンデ公とテュレンヌはそれ以降、味方としてフランス軍を率いた。
連合軍に占領されたダンケルクはイングランド領になり、1662年にチャールズ2世が同地をルイ14世に売却するまで維持された。